# Pokal evropskih prvakov 1968/69 (hokej na ledu)
Pokal evropskih prvakov 1968/69 je četrta sezona hokejskega pokala, ki je potekal med 17. septembrom in 12. oktobrom. Naslov evropskega pokalnega zmagovalca je osvojil klub CSKA Moskva, ki je v finalu premagal EC KAC.

## Tekme

### Prvi krog
| 1. klub             | Rezultat  | 2. klub              |
| ------------------- | --------- | -------------------- |
| HK Jesenice         | 5:6, 3:5  | EC KAC               |
| HC Chamonix         | 2:5, 0:4  | HC La Chaux-de-Fonds |
| Vålerenga           | 3:7, 4:17 | Brynäs IF            |
| HK Metallurg Pernik | 4:4, 3:7  | Újpesti TE           |
| GKS Katowice        | b.b.      | Koo-Vee              |
| Dynamo Berlin       | b.b.      | Dinamo Bukarešta     |

### Drugi krog
| 1. klub              | Rezultat  | 2. klub       |
| -------------------- | --------- | ------------- |
| EC KAC               | 5:2, 2:1  | EV Füssen     |
| HC La Chaux-de-Fonds | 10:4, 3:2 | Újpesti TE    |
| GKS Katowice         | 1:2, 3:3  | Dynamo Berlin |
| Brynäs IF            | b.b.      | Dukla Jihlava |

### Četrtfinale
| 1. klub              | Rezultat          | 2. klub   |
| -------------------- | ----------------- | --------- |
| HC La Chaux-de-Fonds | 4:5, 4:3 (2:3 KS) | EC KAC    |
| Dynamo Berlin        | b.b.              | Brynäs IF |

### Polfinale
| 1. klub       | Rezultat   | 2. klub     |
| ------------- | ---------- | ----------- |
| EC KAC        | b.b.       | ZKL Brno    |
| Dynamo Berlin | 1:11, 0:13 | CSKA Moskva |

### Finale
| 1. klub | Rezultat  | 2. klub     |
| ------- | --------- | ----------- |
| EC KAC  | 1:9, 3:14 | CSKA Moskva |